# Talharpa

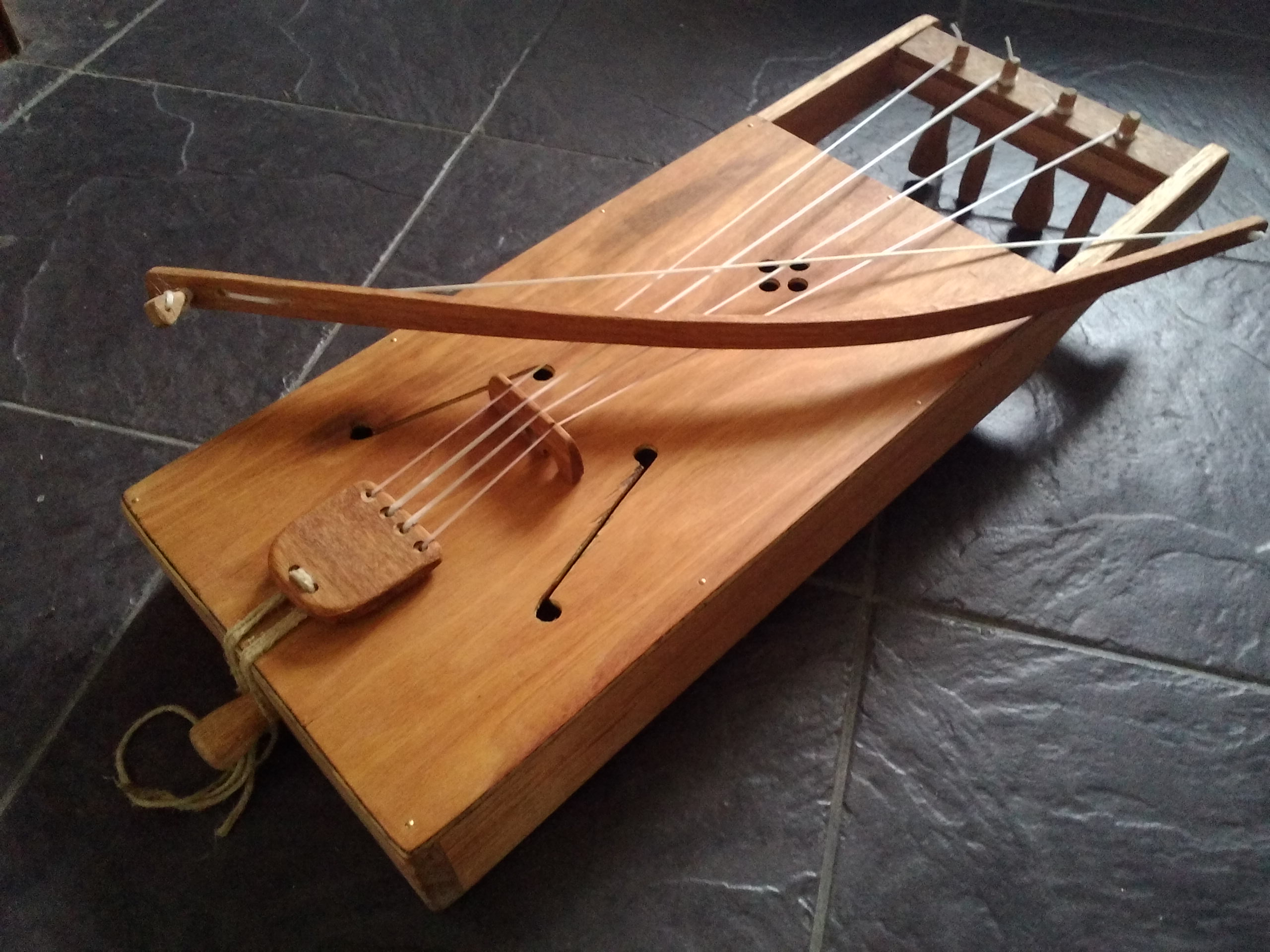
Talharpa, de Charlie Bynum, Silver Spoon Music, Alkmaar NL, 2014

La talharpa, également connue sous le nom de tagelharpa (harpe de crin) ou de stråkharpa (harpe à archet), est une lyre à archet à quatre cordes de l'Europe du nord. On peut se demander si elle était autrefois commune et répandue en Scandinavie. Aujourd'hui, on en joue principalement en Estonie, en particulier par des Estoniens d'origine suédoise, qui sont venus en Estonie vers le Xe siècle depuis la partie suédoise de la Finlande ; ils ont probablement emporté l'instrument avec eux (plus tard, les colons suédois en Estonie n'ont plus utilisé le talharpa). Il est similaire au jouhikko finlandais et au crwth gallois. L'instrument est encore connu en Finlande.
Le nom talharpa vient probablement du mot tall (« pin »), car on dit aussi qu'il s'agit d'une « harpe de pin » ou tagel - crin de cheval - à partir duquel les cordes ont été fabriquées.

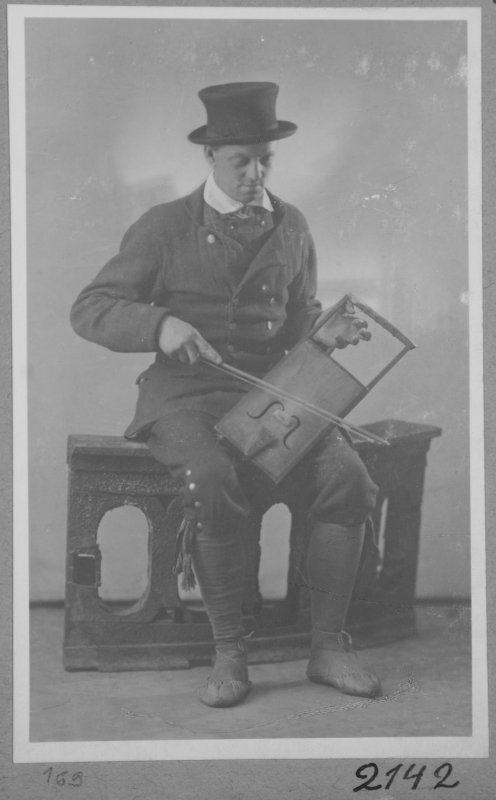
Un homme estonien jouant du hiiu kannel (ou, talharpa), circa. 1920.

## Origine
Les premières mentions littéraires nordiques connues d'une harpe ou d'une lyre datent de l'Edda poétique Völuspá, mais pas comme un instrument à archet. Des représentations visuelles iconographiques datant du XIVe siècle environ montrent Gunnar charmant les serpents dans la fosse aux serpents avec une harpa et une sculpture sur pierre de la cathédrale de Trondheim en Norvège montre un musicien jouant d'une lyre à archet. Dans les pays nordiques, la lyre à archet (par opposition à la harpe pincée) s'est perpétuée en Finlande, où elle s'appelle jouhikantele et en Estonie où elle s'appelle hiiu kannel.

## Techniques de construction
Les talharpas étaient traditionnellement construits en évidant un seul bloc de bois et en collant une table d'harmonie sur le dessus, comme en témoignent diverses découvertes historiques. Depuis les temps modernes, de nombreux fabricants de tagelharpa construisent leurs instruments de musique en bois massif. D'autres ont commencé à fabriquer des tagelharpas suivant l'école classique de la lutherie, chaque partie étant assemblée et caractérisée par des renforts, des bandes, des contre-bandes, des fonds figurés et des blocs. Il est habituellement composé de trois ou quatre cordes.

## Utilisation moderne
Le talharpa est parfois utilisé dans la musique folklorique moderne, notamment par le duo nu-folk estonien Puuluup, ayant en compagnie du groupe 5miinust participé au Concours Eurovision de la chanson 2024 .
Plusieurs groupes voulant recréer l'état d'esprit de l'époque viking utilisent le talhapa. Un des plus connu est le groupe néo-folk Wardruna, qui utilise souvent la tagelharpa et la lyre kravik avec le leader Einar Selvik, il participe à la redécouverte de la musique folk scandinave et balte depuis plusieurs années. Les groupes Forndom, Danheim, A Tergo Lupi et SKÁLD utilisent eux aussi cet instrument, pour ne nommer que ceux-là.

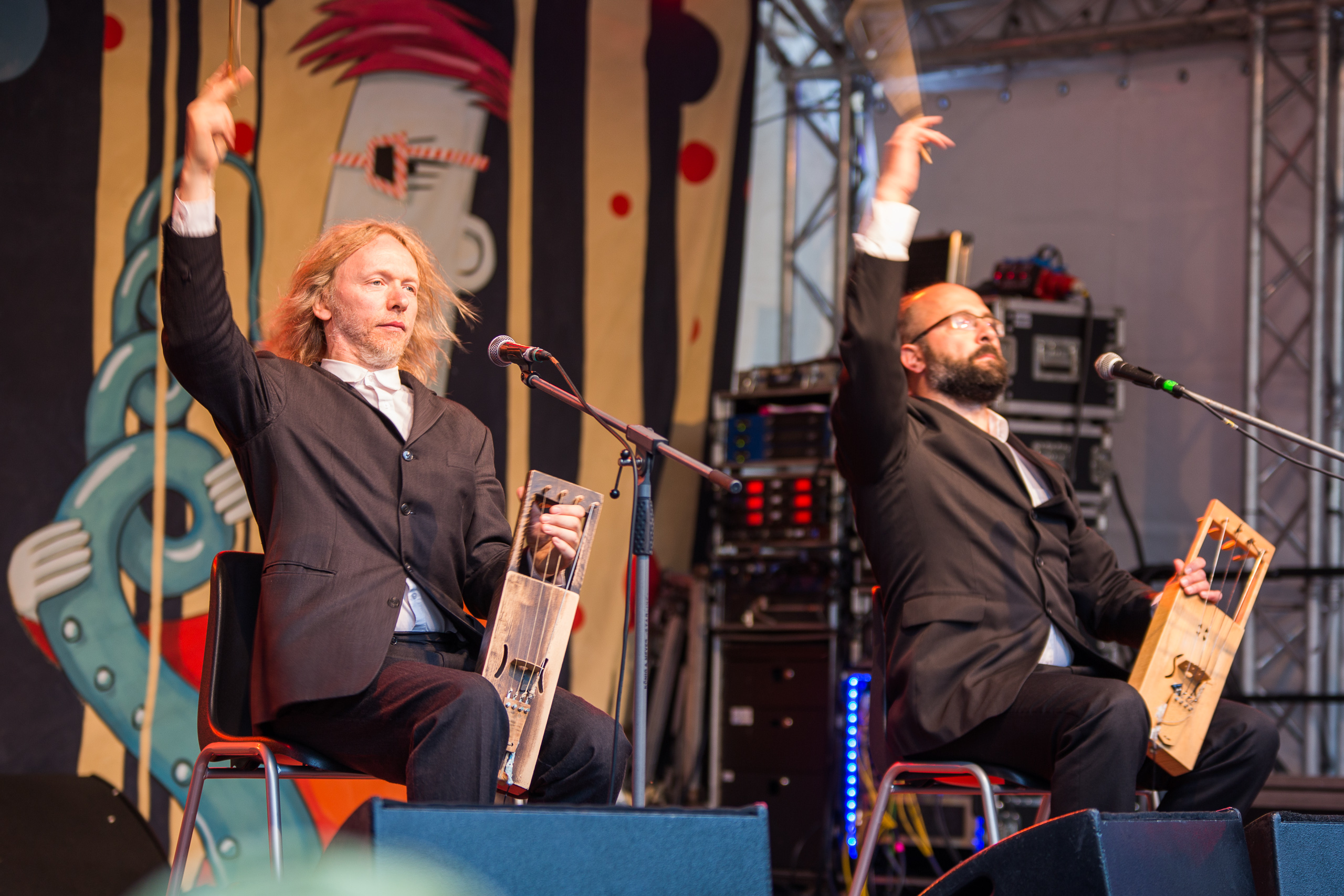
Puuluup sur scène jouant du talharpa

## Voir également